# Dassault Balzac V
Dassault Balzac V – francuski doświadczalny samolot pionowego startu i pionowego lądowania zbudowany na bazie maszyny Dassault Mirage III. Konstrukcja posłużyła do przetestowania rozwiązań konstrukcyjnych jakie miały zostać użyte w seryjnym samolocie Dassault Mirage III V.

## Historia
Prace nad własnym samolotem pionowego startu i lądowania rozpoczęto we Francji w 1960 roku. Konstrukcyjnie nowa maszyna miała opierać się na samolocie Mirage III. Przyjęto, iż nowy samolot będzie dysponował oddzielnym silnikiem marszowym, napędzającym samolot podczas lotu poziomego oraz oddzielnymi silnikami startowymi, pozwalającymi maszynie na pionowy start i lądowanie. Pracami zespołu inżynierów kierował Jacques Alberto a cały program realizowały wytwórnie Dassault Aviation i Sud Aviation. Do budowy samolotu wykorzystano jeden z prototypów Mirage III-001. Oryginalny silnik SNECMA Atar 101 zastąpiono brytyjską jednostką napędową Bristol Siddeley Orpheus. Spowodowane było to potrzebą wygospodarowania miejsca w kadłubie dla dodatkowych, ustawionych pionowo silników RB108-1A. Orpheus był o połowę krótszy i trzy razy lżejszy od swojego francuskiego odpowiednika. W kadłubie umieszczono pionowo osiem silników Rolls-Royce RB108, specjalnie zaprojektowanych do pracy w takiej pozycji. Zainstalowano je w dwóch komorach, po cztery w każdej wokół środka ciężkości samolotu. Maszyna, która otrzymała nazwę Balzac V 001 po raz pierwszy wzbiła się w powietrze 13 października 1962 roku. Za sterami samolotu siedział pilot doświadczalny Réné Bigand. Maszyna uniosła się pionowo w powietrze, ale będąc zabezpieczona linami. 18 października 1962 roku dokonano pierwszego pionowego startu swobodnego z pionowym lądowaniem. W siedemnastym locie, 18 marca 1963 roku samolot wykonał pierwsze przejście ze startu pionowego do lotu poziomego ale z klasycznym, poziomym lądowaniem. 10 stycznia 1964 roku samolot uległ katastrofie, za sterami maszyny zginął pilot doświadczalny Jacques Pinier. Samolot odbudowano i wznowiono loty 2 lutego 1965 roku. Niestety maszyna uległa ponownie awarii 8 września tego samego roku. Dalszych prób nie kontynuowano.